# Margaret Woodward

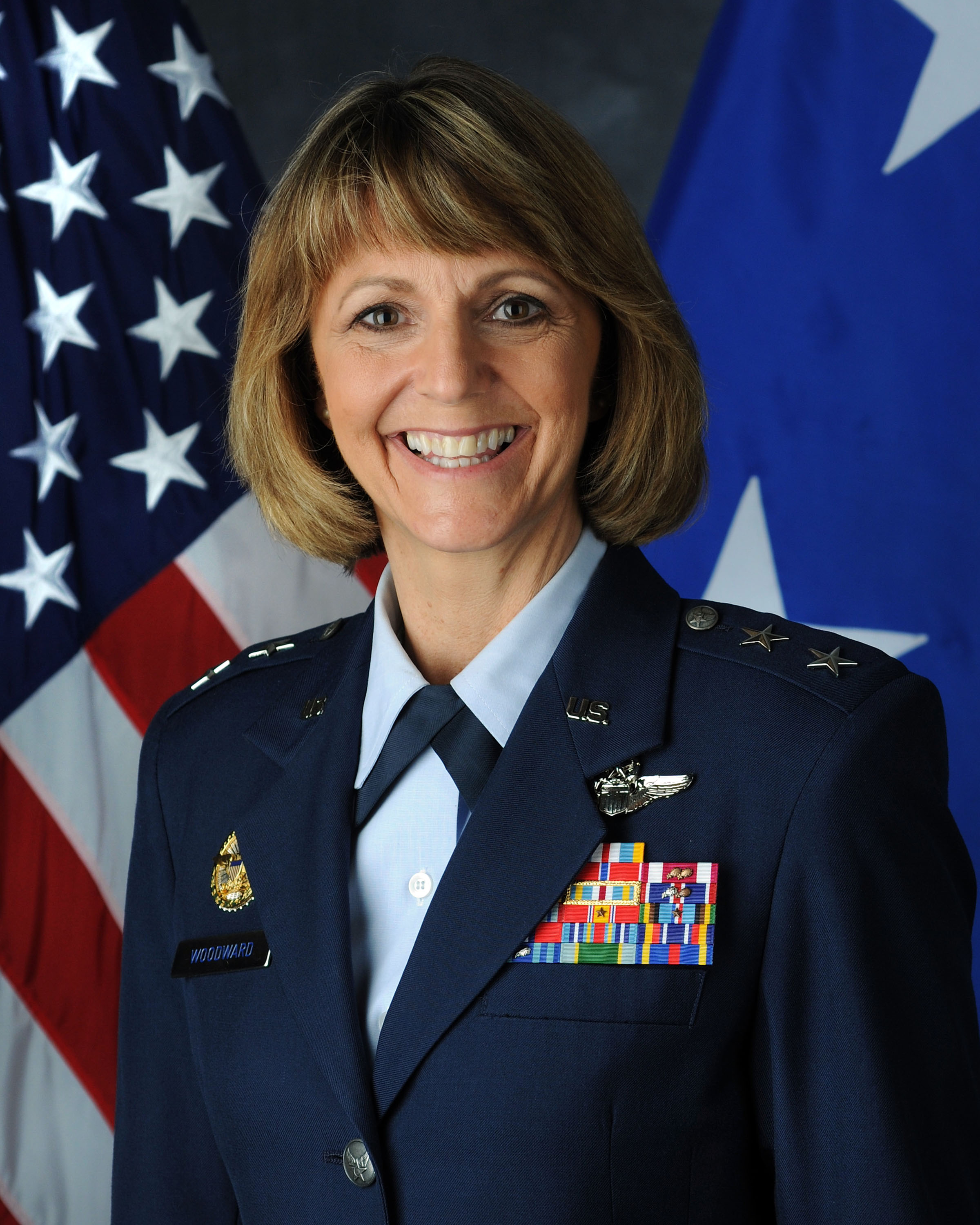
Offizielles Porträt von Margaret Woodward

Margaret H. Woodward (* 1960) ist eine ehemalige Generalmajorin der U.S. Air Force.

## Leben
Von März 2007 bis Januar 2009 war sie Kommandeurin des 89th Airlift Wing und damit auch für die Präsidentenmaschine Air Force One verantwortlich. Von März 2011 bis April 2012 war sie als Befehlshaberin der 17. US-Luftflotte (U.S. Air Forces Africa) Kommandeur der amerikanischen Luftstreitkräfte im Krieg gegen Libyen. Sie ist damit die erste Frau, die einen Kriegseinsatz der USA leitete. Unterstellt war sie dem AFRICOM mit Sitz in Stuttgart. Trotz ihres hohen Ranges flog sie noch selbst, z. B. das Transportflugzeug Lockheed C-130.
Nach Beendigung ihres Kommandos war sie im Hauptquartier der US-Luftwaffe zuletzt als Direktorin des Büros zur Verhinderung von sexuellen Übergriffen (Air Force Sexual Assault Prevention and Response Office) eingesetzt.
Sie nahm zum 1. April 2014 ihren Abschied von der US-Luftwaffe.

## Ausbildung
- 1982 Bachelor of Science in Luftfahrttechnik an der Arizona State University
- 1995 Air Command and Staff College an der Air University auf Maxwell Air Force Base
- 1997 Master-Abschluss in Luftfahrttechnik an der Embry-Riddle Aeronautical University in Florida
- 2001 Master-Abschluss in Nationale Sicherheitsstrategien am National War College in Fort Lesley J. McNair, Washington, D.C.

## Beförderungen
| Datum            | Beförderung zum …  |
| ---------------- | ------------------ |
| 20. Oktober 1982 | Second Lieutenant  |
| 20. Oktober 1984 | First Lieutenant   |
| 20. Oktober 1986 | Captain            |
| 1. Oktober 1994  | Major              |
| 1. Januar 1998   | Lieutenant Colonel |
| 1. August 2002   | Colonel            |
| 24. Juni 2008    | Brigadier General  |
| 1. April 2011    | Major General      |

## Auszeichnungen
- Air Force Distinguished Service Medal
- Defense Superior Service Medal
- Legion of Merit
- Meritorious Service Medal
- Air Force Commendation Medal